# Williams Aguado
Williams Aguado es un médico cirujano venezolano. Aguado fue detenido por funcionarios de la Dirección General de Contrainteligencia Militar (DGCIM) el 15 de enero de 2018, y fue recluido en la cárcel militar de Ramo Verde desde entonces, donde fue sometido a diferentes tipos de tortura. Aguado fue liberado el 2 de septiembre de 2020, más de dos años después de su detención.

## Detención
Williams fue detenido por funcionarios de la Dirección General de Contrainteligencia Militar (DGCIM) el 15 de enero de 2018. Más de una docena de funcionarios allanaron su casa sin identificarse y sin orden de arresto, destruyendo todo lo que encontraban en la casa, golpeándolo al frente de su madre y llevándoselo en su propia camioneta.
El cirujano ha estado recluido en la Cárcel Militar de Ramo Verde, donde ha sido sometido a abusos psicológicos, aislamiento, torturas y a otros tratos crueles. Su hija, Michelle Aguado, ha denunciado que su padre ha sufrido desprendimiento de los riñones por los golpes que ha recibido, ha sido colgado de los pies y golpeado por horas "como una piñata", asfixiado rociándole insecticida en la cara y con bolsas plásticas. Los funcionarios del DGCIM también le realizaron profundas cortadas en los pies y perforaron su tímpano izquierdo.
Su abogada defensora, Mariana Ortega, ha declarado que las torturas sistemáticas han tenido el objetivo de obligarlo a incriminarse a sí mismo, pero el médico ha rehusado a declararse culpable y todos los cargos de terrorismo que se le han imputado han sido descartados por falta de evidencia. Williams ha sido acusado de ser el dueño de la casa abandonada que el funcionario disidente Óscar Pérez usó para esconderse de los funcionarios de seguridad de Nicolás Maduro. Actualmente el único cargo del que se le acusa es “sustracción de efectos pertenecientes a la Fuerza Armada Nacional Bolivariana”, alegando que es debido a armas presuntamente encontradas en la vivienda del doctor.
El 30 de mayo de 2019 la Alianza Venezolana por la Salud (AVS) condenó el maltrato y torturas a las que Aguado ha sido sometido, aparte de denunciar el caso del doctor José Alberto Marulanda, quien también fue detenido tras las elecciones presidenciales de 2018. A su madre se le ha negado la oportunidad para visitarlo en varias ocasiones.
Aguado fue liberado el 9 de septiembre de 2020.